# Kimberly Arland
Kimberly Dionne Arland, auch Kimberly Broumand, (* 6. Dezember 1966 in San Antonio, Texas) ist eine US-amerikanische Schauspielerin.

## Leben
Arland trainierte und studierte Tanz, Gesang, Stunts und verschiedene Kampfkünste (Boxen, Schwertkampf, Wushu). Schauspielerei studierte sie unter anderem an den Ivana Chubbuck Studios. 1990 wirkte Arland in Prince’ Musikvideo zu Thieves in the Temple mit, den Song veröffentlichte er auf seinem Album Graffiti Bridge. Ein Jahr später spielte sie in seinem Musikvideo zu Gett Off mit, allerdings unter dem Pseudonym Kimberly Dionne. Der Song ist auf seinem Album Diamonds and Pearls zu hören. Zudem trat sie in einigen Theater- und Musicalproduktionen auf. Zu den Filmen, in denen sie spielte, gehören Beast (2006), Paved with Good Intentions (2006), Lady Samurai (2007), Battle Planet – Kampf um Terra 219 (2008) und Repeat Offenders: Jamais Vu (2011).

## Filmografie
- 2005: Dinner for One (Kurzfilm)
- 2005: You’re Not the Man I Married (Fernsehserie)
- 2006: Beast
- 2006: Paved with Good Intentions
- 2007: The Drucker Files (Kurzfilm)
- 2007: Lady Samurai
- 2008: Battle Planet – Kampf um Terra 219 (Battle Planet)
- 2009: Star Trek
- 2009: Tripp’s Rockband (I’m in the Band, Fernsehserie, eine Folge)
- 2010: Justified (Fernsehserie, eine Folge)
- 2011: Repeat Offenders: Jamais Vu
- 2013: Star Trek Into Darkness